# Oussières
Oussières é uma comuna francesa na região administrativa de Borgonha-Franco-Condado, no departamento de Jura. Estende-se por uma área de 7,54 km². Em 2010 a comuna tinha 242 habitantes (densidade: 32,1 hab./km²).